# Aigle américain (Marvel Comics)
Pour les articles homonymes, voir Aigle (homonymie) et American Eagle.
Jason « Jase » Strongbow, alias l’Aigle américain (« American Eagle » en version originale), est un super-héros évoluant dans l'univers Marvel de la maison d'édition Marvel Comics. Créé par le scénariste Doug Moench et le dessinateur Ron Wilson (en), le personnage de fiction apparaît pour la première fois dans le comic book Marvel Two-in-One Annual #6 en octobre 1981.
Jason Strongbow est le second héros Marvel à porter le nom de l’Aigle américain, après le lieutenant-colonel James Fletcher, un héros de la Seconde Guerre mondiale.

## Biographie du personnage

### Origines
Jason Strongbow, amérindien issu de la tribu Navajo, tente d'empêcher l'exploitation d'une mine sur une montagne sacrée de son peuple. Il découvre que le super-vilain Klaw est associé à cette compagnie minière. Klaw a en effet besoin d'uranium pour alimenter son pouvoir.
Descendant dans la mine avec son frère Ward, les deux sont victimes d'une irradiation, couplée à un tir sonique de l'arme de Klaw. Cela provoque l'apparition de super-pouvoirs chez les deux frères. Jason prend le surnom de l'Aigle américain (American Eagle), un symbole sacré de son peuple.
Les frères pistent Klaw et s'allient à la Chose et Wyatt Wingfoot. Ward est finalement abattu par les hommes de Klaw en Terre sauvage. Jason rentre chez lui et est reconnu comme le champion des Navajo.

### Parcours
Plus tard, l'Aigle américain est recruté lors du Tournoi des Champions (organisé par le Grand Maître), puis aide le chevalier de l'Espace Rom à vaincre les Spectres noirs (Dire Wraiths).

### Civil War
Lors de Civil War, l'Aigle américain, opposé au Superhuman registration Act, combat les Thunderbolts. Du fait de son appartenance à la nation Navajo, il est exempté d'enregistrement.

## Personnages successifs
Jason Strongbow est le second personnage de Marvel Comics à porter le nom de l’« Aigle américain ». Il a eu pour prédécesseur le lieutenant-colonel James Fletcher, un héros de la Seconde Guerre mondiale qui fut sélectionné pour le Projet: Renaissance (comme Captain America) avant d’être capturé et torturé par le super-vilain Crâne rouge, finissant par se suicider pour éviter de révéler des informations à ce dernier.
Par ailleurs, dans l’univers alternatif de la Terre-712 (ou Terre-S), deux autres incarnations de l’Aigle américain ont existé : Jonathan James Dore Sr, un membre de l’Agence Dorée et père de Jonathan James Dore Jr, le second Aigle américain, devenu par la suite l’Aigle bleu (en) (Blue Eagle), un membre de l'Escadron suprême, avant de mourir en affrontant les Rédempteurs.

## Pouvoirs, capacités et équipement
En complément de ses pouvoirs, Jason Strongbow parle couramment la langue navajo.
- L’Aigle américain possède une force surhumaine. Il peut soulever (ou exercer une pression équivalente à) 15 tonnes, dans des conditions optimales[1], ou déraciner un arbre de belle taille. De plus, sa rapidité, son agilité et son endurance ont atteint des niveaux surhumains, plusieurs fois supérieurs à ceux d’un humain standard[1].
- Sa vitesse est hors du commun, pouvant atteindre 104 km/h[1].
- Ses sens ont également été améliorés, particulièrement sa vue. Il peut voir à 250 m ce qu'un homme normal voit à 6 m[1].
- Ses autres sens (odorat, goût et ouïe) sont environ trois fois supérieurs à ceux d'un adulte normal en pleine possession de ses moyens[1].

Son armement consiste en une arbalète munie de carreaux, dont plusieurs sont spéciaux (à pointe contondante pour assommer ses cibles, avec un grappin, etc.).